# Heinrich Suter
Heinrich Suter (4 de enero de 1848 - 17 de marzo de 1922) fue un matemático suizo estudioso de la historia de las matemáticas, especialmente de las matemáticas árabes antiguas.

## Semblanza
Suter, hijo de un granjero, permaneció en la propiedad familiar, compaginando los trabajos del campo con sus estudios secundarios. En 1863 estuvo estudiando latín y griego, y al año siguiente se matriculó en la Universidad de Zúrich y en la Escuela Politécnica de Zúrich, en las que recibió clases de Christoffel, Reye y Wolf. Durante una estancia en Berlín, donde estudió con Weierstrass, Kronecker y Kummer, también aprovechó para estudiar historia y filología. En 1871 obtuvo el doctorado en la universidad de Zúrich, con una historia de las matemáticas hasta el siglo XVI.
Después de unos nombramientos eventuales de profesor en los institutos de Schaffhausen y St. Gallen, fue profesor en los institutos de Aargau (1876-1886) y de Zúrich (1886-1918).
Suter es recordado por sus trabajos sobre historia de las matemáticas y, sobre todo, por su trabajo bio-bibliográfico sobre los matemáticos árabes de los siglos octavo a decimosexto: "Die Mathematiker und Astronomen der Araber: und ihre werke". Esta obra, que se convirtió en el texto estándar por muchos años, también lo convirtió en la máxima autoridad en la transliteración de los nombres propios árabes.

### Publicaciones
- 1871. "Geschichte der mathematischen  Wissenschaften, Teil 1 : Von den ältesten Zeiten bis Ende des 16. Jahrhunderts. Dissertation, 2." (Historia de las ciencias matemáticas, parte 1: desde los primeros tiempos hasta finales del siglo XVI. Disertación), 2ª ed. 1873. Reimpresión 1973. Hathi Trust
- 1875. "Geschichte der mathematischen Wissenschaften, Teil II : Vom Anfange des 17. bis gegen Ende des 18." (Historia de las ciencias matemáticas, parte II: desde principios del siglo XVII hasta finales del siglo XVIII). Hathi Trust
- 1900. "Die Mathematiker und Astronomen der Araber und ihre Werke. Abhandl. zur Geschichte der mathematischen Wissenschaften, Heft 10."[7] (Los matemáticos y astrónomos de los árabes y sus obras. Abhandl. Sobre la historia de las ciencias matemáticas, número 10.) Reimpresión 1972 y 1986. bibalex Archivado el 7 de mayo de 2007 en Wayback Machine.